# Евко, Иван Романович
Ива́н Рома́нович Евко́ (1914—2005) — советский работник сельского хозяйства, Герой Социалистического Труда (1952).

## Биография
Родился 10 ноября 1914 года в селе Жуковское Медвеженского уезда Ставропольской губернии, ныне Песчанокопского района Ростовской области.
С малых лет помогал отцу, работая с ним в поле. В начале 1930-х годов окончил курсы трактористов и начал работать на тракторе СТЗ. Затем правление колхоза отправило его учиться на комбайнера. С 1936 по 1941 годы работал на комбайне.
Участник Великой Отечественной войны с 22 сентября 1941 года. Был военным водителем, боевой путь начал под Сталинградом, закончил в Берлине.
В ноябре 1945 года вернулся на Жуковскую МТС. В 1951 году намолотил в сцепе двух комбайнов «Сталинец-6» за 25 дней 7827 центнеров зерновых и масличных культур.
Занимался общественной деятельностью. С 1956 по 1970 годы Евко был председателем Жуковского сельского потребительского общества. Потом снова пошел в комбайнеры, затем работал кочегаром в сельпо и колхозной пекарне.
Умер в 2005 году.

## Награды
- Указом Президиума Верховного Совета СССР от 29 марта 1952 года — за достижение высоких показателей на уборке и обмолоте зерновых и масличных культур в 1951 году, комбайнеру Ивану Евко было присвоено звание Героя Социалистического Труда с вручением ордена Ленина и золотой медали «Серп и Молот».
- Был награждён медалью «За отвагу».